# Melitta tomentosa
Melitta tomentosa är en biart som beskrevs av Heinrich Friese 1900. Melitta tomentosa ingår i släktet blomsterbin, och familjen sommarbin. IUCN kategoriserar arten globalt som otillräckligt studerad. Inga underarter finns listade i Catalogue of Life.